# U 382 (Kriegsmarine)
De U 382 was een Type VIIC U-boot bij de Kriegsmarine tijdens de Tweede Wereldoorlog. Hij werd besteld op 16 oktober 1939 en de kiel werd gelegd op 30 juli 1941. Op 21 maart 1942 gebeurde de tewaterlating vanaf de scheepswerf van Howaldtswerke AG, Kiel (werk 13). Van 25 april 1942 tot 30 september 1942 werd de U 382 ingedeeld in het 5. Unterseebootsflottille als opleidingsboot. Daarna werd hij als frontboot in de strijd geworpen.

## Geschiedenis
Om 22:14 op 23 februari 1943 ten zuiden van de Azoren, viel de U 382 onder bevel van Oblt. Herbert Juli konvooi UC-1 aan. De U-boot lanceerde één FAT-torpedo en één minuut later een verspreid salvo van twee G7e torpedo's op het konvooi. Herbert Juli dacht dat hij twee schepen tot zinken had gebracht, maar slechts een van deze torpedo's sloeg in aan stuurboord op het Shell-tankschip Empire Norseman en hierdoor geraakte de tanker achterop op het konvooi. De U 558 maakte het karwei af door de Empire Norseman definitief tot zinken te brengen.

## Aanvallen op deU 382
Op 12 oktober 1942 vielen een onbekend aantal vliegtuigen de U 382 aan en dropten hun vliegtuigdieptebommen naar de U-boot. Ze veroorzaakten grote schade aan de boot en dwongen hem om naar Frankrijk terug te keren nadat een geheim agent die aan boord was, Tannenfels, werd gedropt op de kust. De datum is bij benadering genoteerd. (Bronnen: Blair, volume 2, pagina 38).
Op 23 februari 1943, terwijl de U 382 konvooi UC-1 aanviel, werd de boot door dieptebommen belaagd die door escorteschepen werden afgeworpen. Hij keerde beschadigd terug naar Frankrijk. De datum van de aanval is bij benadering genoteerd. (Bronnen: Blair, volume 2, pagina 198).
Op 17 april 1943 dropten escorteschepen van konvooi HX-233 een lading dieptebommen, die de boot zestien uur lang bestookten en dergelijke zware schade veroorzaakten, zodat de boot vroegtijdig zijn patrouille moest stopzetten en Oblt. Leopold Koch naar Frankrijk moest terugkeren voor herstelling. (Bronnen: Blair, volume 2, pagina 282).
Op 11 januari 1944 - In een actie tegen de konvooien OP-64 en KMS-38, viel de U-382 een escorteschip aan met een akoestische T-5 torpedo, maar Oblt. Rudolf Zorn miste echter zijn doel. De U 382 werd toen aangevallen en ernstig beschadigd. Hij werd ertoe gedwongen zijn aanval af te breken en terug te keren naar zijn basis. (Bronnen: Blair, volume 2, pagina 490).
13 januari 1944 - De U 382 observeerde weer een konvooi en commandant Rudolf Zorn viel haar twee dagen later aan. Hij werd echter weer opgemerkt en aangevallen door torpedojagers van de Hunter-killer groep maar ontsnapte ternauwernood aan de aanval en bereikte heelhuids Saint-Nazaire op 26 januari. (Bronnen: Blair, volume 2, pagina 491).

## Algemene nota's over deU 382
18 april 1943. - Op die datum moest de U 382 naar zijn basis terugkeren, wat toe te schrijven was aan sommige technische problemen.

## Snorkel-U-boot
Deze boot werd aangepast met een onderwater-snorkelapparaat in oktober 1944.

## Bevelhebbers
- 25 april 1942 - 1 april 1943:   Kptlt. Herbert Juli
- 1 april 1943 - 14 nov. 1943:   Oblt. Leopold Koch
- 15 nov. 1943 - 16 juli 1944:   Rudolf Zorn
- 29 mei 1944 -  juni 1944:   Oblt. Ernst-augustus Gerke
- 25 augustus, 1944 - 14 januari 1945:   Oblt. Hans-Dietrich Wilke
- 24 januari 1945 - 20 maart 1945:     Oblt. Günther Schimmel

## Carrière
- zes patrouilles in totaal.
- 25 april 1942 - 30 sep. 1942:  5. Unterseebootsflottille (opleidingsboot)
- 1 okt. 1942 - 31 okt. 1944: 7. Unterseebootsflottille (frontboot)
- 1 nov. 1944 - 23 Januari, 1945: 33. Unterseebootsflottille (frontboot)

## Successen
- Een schip beschadigd voor een totaal van 9.811 brt

## De verrichtingen bij het Wolfpack
- De U 382 werkte met volgende Wolfpacks tijdens zijn carrière:
- "Luchs" (1 okt. 1942 - 7 okt. 1942)
- "Luipaard" (8 okt. 1942 - 14 okt. 1942)
- "Panter" (10 okt. 1942 - 14 okt. 1942)
- "Robbe" (16 februari 1943 - 22 februari 1943)

## Ondergang
Het noodlot sloeg toe in januari 1945 bij Ingang 4 in Wilhelmshaven, Duitsland, door Britse vliegtuigbommen en werd hierdoor de U 382 tot zinken gebracht. Hij werd gelicht op 20 maart 1945 en weer getroffen en tot zinken gebracht op 8 mei 1945. Daarna werd hij weer gelicht en gesloopt.